# Margaret Roper
Margaret Roper, född 1505, död 1544, var en engelsk författare och översättare. Hon var känd för sin dotterliga lojalitet mot sin far Thomas More och sina akademiska kunskaper, och har kallats för den mest bildade kvinnan i 1500-talets England. Hon är kanske mest känd för att ha översatt Erasmus av Rotterdam Precatio Dominica från latin till engelska under titeln A Devout Treatise upon the Paternoster 1526.